# 아넌딜라이트
아넌딜라이트(1999년 4월 28일 ~, 본명: 홍윤태)는 대한민국의 가수, 래퍼이다. 2019년 정규 앨범 《GOD'S DREAM》으로 정식 데뷔하였다.

## 방송
- 쇼미더머니 10 (2021) - Top8
- 랩컵 (2024) - Top100(33위)